# Mattenschneegimpel

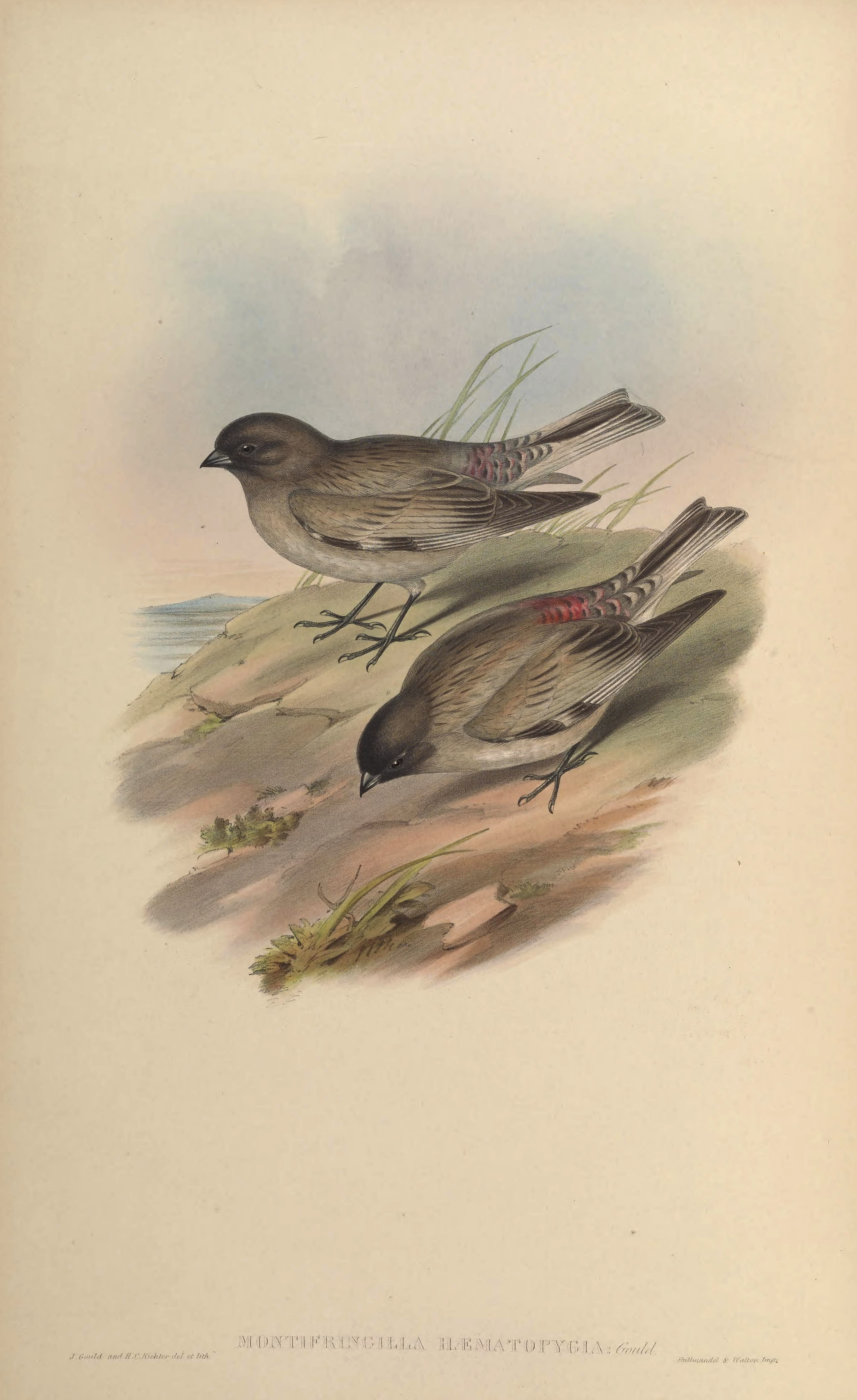
Mattenschneegimpel, Illustration

Der Mattenschneegimpel (Leucosticte brandti), auch Felsenschneegimpel genannt, ist eine Vogelart aus der Unterfamilie der Stieglitzartigen. Die Art kommt ausschließlich in Asien vor und besiedelt dort Höhenlagen der Gebirge.

## Erscheinungsbild
Der Mattenschneegimpel erreicht eine Körperlänge von bis zu achtzehn Zentimetern. Ein Geschlechtsdimorphismus besteht nicht. Die Art weist große Ähnlichkeit mit dem Waldschneegimpel auf, dessen Verbreitungsgebiet sich mit dem des Mattenschneegimpels überlappt. Der Waldschneegimpel ist jedoch insgesamt etwas brauner gefärbt und ist kleiner.
Der Mattenschneegimpel ist hell braungrau. Der Rücken ist etwas dunkler braun als Flügeldecken, Bauch und die Unterschwanzdecken, die alle einen etwas intensiveren Grauton aufweisen. Die Schwingen sind schwarz und haben hellgraue Säume. Auch der Kopf und der Nacken sind schwarz gefiedert. Der Schnabel ist hornfarben.

## Lebensweise
Das Verbreitungsgebiet des Mattenschneegimpels erstreckt sich von Afghanistan bis Tibet sowie zum Altai und in den Nordwesten Chinas. Er ist ein ausgesprochener Höhenbewohner, der sich während des Sommerhalbjahrs in Regionen oberhalb der Baumgrenze zwischen 4.000 und 6.000 Metern aufhält. Sein Lebensraum sind baumlose Matten und Gebirgshänge. Während des Winters zieht er in tiefere Lagen. Das Nest wird am Boden errichtet und findet sich unter Felsvorsprüngen und Nischen.

## Belege